# Ręka Boga (film)
Ręka Boga (tytuł oryginalny Frailty) – amerykańsko-niemiecki film fabularny (thriller), którego fabuła przedstawia śledztwo dotyczące seryjnego mordercy.

## Fabuła
„Ręka Boga” to pseudonim seryjnego mordercy, poszukiwanego przez policję. Pewnego dnia w biurze FBI zjawia się Fenton Meiks (Matthew McConaughey), który twierdzi, że jego młodszy brat, Adam, jest nieuchwytnym zabójcą. Prowadzący śledztwo agent Wesley Doyle (Powers Boothe) nie wierzy słowom mężczyzny. Ten jednak opowiada mu historię swojego dzieciństwa. Wszystko zaczęło się od dnia, w którym ojciec (Bill Paxton) opowiedział chłopcom swój tajemniczy sen.
We śnie ukazał mu się anioł i nakazał mu niszczyć demony. Anioł przekazał we śnie imiona i nazwiska ludzi, którzy są demonami i mieszkają na Ziemi. „Ręka Boga”, gdy dotknie demona, widzi jego prawdziwe oblicze (czyny, które popełnił). Ponieważ „Rękę Boga” posłał Bóg, nie pozwala on, by odkryto misję niszczyciela demonów (jest niewidzialny dla kamer, ludzie nie pamiętają jego twarzy).

## Obsada
- Bill Paxton jako Meiks (ojciec)
- Matthew McConaughey jako Fenton Meiks/Adam Meiks
- Powers Boothe jako agent FBI Wesley Doyle
- Matt O’Leary jako młody Fenton
- Jeremy Sumpter jako młody Adam
- Luke Askew jako szeryf Smalls
- Levi Kreis jako Adam Meiks/Fenton Meiks
- Derk Cheetwood jako agent Griffin Hull
- Missy Crider jako Becky Meiks (w napisach Melissa Crider)
- Alan Davidson jako Brad White
- Cynthia Ettinger jako Cynthia Harbridge
- Vincent Chase jako Edward March
- Gwen McGee jako telefonistka
- Edmond Scott Ratliff jako Anioł
- Rebecca Tilney jako nauczycielka